# 名護ラジオ中継局
名護ラジオ中継局（なごラジオちゅうけいきょく）は沖縄県名護市にあるAMラジオ放送の中継局である。NHK沖縄放送局が屋我地島に、民放ラジオの琉球放送（RBCiラジオ）とラジオ沖縄が共同で多野岳にそれぞれ設置され、沖縄本島北部一円（特に名護市以北）をカバーしているが、NHKはラジオ第1放送のみの設置、民放はAMではなくFMで放送を行っている。
なお、テレビジョン放送とFMラジオ放送は名護市に隣接する今帰仁村の乙羽岳（おっぱだけ）に中継局を設置しており（今帰仁テレビ・FM中継局）、そこから同地域をカバーしている。

## NHK名護ラジオ中継局
豊見城市にある那覇本局（ラジオ第1・549kHz）が夜間には外国（特に中国や朝鮮半島）からの電波による混信だけでなく、送信所が沖縄本島南部と遠く昼間でも一部地域で良好に受信が出来なかったため、1986年に郵政省（現在の総務省）の放送用周波数使用計画での割り当てを経たうえ、屋我地島の運天原に設置された。
| 周波数 （kHz） | 放送局名    | 空中線 電力 | 放送対象地域 | 放送区域 内世帯数 |
| -------------- | ----------- | ----------- | ------------ | ----------------- |
| 531            | NHK 沖縄第1 | 1kW         | 沖縄県       | 不明              |

なお、NHK沖縄第2も夜間には外国による混信で那覇本局（1125kHz）での受信が困難になる所があるが、番組内容が全国一律であるため、県外の放送局の第2放送の受信が可能であることから、中継局は設置されていない（沖縄本島最北端である国頭村辺戸岬付近では昼間でも500kWの大出力を出している熊本放送局の第2放送を受信可能な所もある他、夜間では遠くは同じく500kWの秋田放送局の第2放送が受信が可能）。

## RBCiラジオ・ROK名護ラジオ中継局
沖縄本島北部では夜間になると県外のラジオ局の電波が入りやすい環境にあった一方（鹿児島の南日本放送や福岡のRKBラジオは昼間でも受信可能な地域があった）、県内の民放AMラジオ局は外国からの電波による混信で受信しにくく、RBCは1995年、ROKは1998年にそれぞれ那覇本局の出力を従来の5kWから現在の10kWに引き上げ（ROKは送信所や周波数も変更）受信改善を図ったものの、送信所が何れも沖縄本島南部（RBCiは豊見城市、ROKは南城市）にあるため遠く、地域によっては全く出力増強の効果が無い所もあるため、2001年に沖縄米軍基地所在市町村に関する懇談会（島田懇談会）による関連事業（沖縄米軍基地所在市町村活性化特別事業北部地域難視聴解消事業）の一環として、市北西部の羽地地域の仲尾次の多野岳に設置された。
本来はAMラジオであるためAMでの中継局を設置すべきだが、前述の通りAMでは難聴取解消に繋がらないため、混信の影響を全く受けないFMでの中継局設置となった（後に設置されたFM補完中継局は両局ともステレオ放送を実施しているが、当中継局はモノラルである）。
当時としてはNHKラジオ第1放送の祖納中継局、富山の北日本放送の新川中継局に次いで3例目だが、以後沖縄県内では同じ形式で先島諸島や大東諸島にFM電波でのラジオの中継局を新たに設置することになった。
| 周波数 （MHz） | 放送局名                    | 空中線 電力 | ERP  | 放送対象地域 | 放送区域 内世帯数 |
| -------------- | --------------------------- | ----------- | ---- | ------------ | ----------------- |
| 80.1           | ROK ラジオ沖縄              | 100W        | 470W | 沖縄県       | 約22,300世帯      |
| 82.6           | RBC 琉球放送 （RBCiラジオ） | 100W        | 470W | 沖縄県       | 約22,300世帯      |

### 歴史
- 2001年
  - 3月9日 - 予備免許交付
  - 3月29日 - 本免許交付
  - 4月1日 - 本放送開始

## 主な聴取可能エリア
沖縄本島北部及び周辺離島（伊江島・伊是名島・伊平屋島）